# Pomiłowo Wąskotorowe
Pomiłowo Wąskotorowe – zlikwidowany przystanek Sławieńskiej Kolei Powiatowej w Pomiłowie w województwie zachodniopomorskim, w Polsce. Przystanek został wyłączony z użytku w 1934 roku po przebudowie linii wąskotorowej Sławno - Kosierzewo, otwartej 21 grudnia 1897 roku na odcinku Sławno - Polanów Wąskotorowy, 29 maja 1898 roku przedłużonej do Gołogóry, a 1 listopada 1898 roku uzupełnionej o odcinek pomiędzy Nacławiem i Jacinkami. W 1934 roku linię o prześwicie (750 mm) Sławno - Gołogóra przebudowano (oficjalne otwarcie 21 grudnia tegoż roku) i zmieniono rozstaw szyn na 1435 mm, wytyczono również nowy szlak, zlikwidowano przystanek Pomiłowo Wąskotorowe oraz Ugacie. Przebudowana linia  prowadziła ze stacji Sławno, która posiadała dworzec pomocniczy Schlawe Kleinbahnhof, w kierunku stacji Kwasowo i dalej w kierunku Kosierzewa i Gołogóry.